# Академічне веслування на літніх Олімпійських іграх 1932
Змагання з академічного веслування на літніх Олімпійських іграх 1932 тривали з 9 до 13 серпня на Морському стадіоні в Лонг-Біч (Каліфорнія). Розіграно 7 комплектів нагород, лише серед чоловіків.

## Медальний залік
| Дисципліна                       | Золото | Срібло | Бронза |
| -------------------------------- | --- | --- | --- |
| Парні одиночки                   | Боббі Пірс (AUS) | Вільям Міллер (USA) | гільєрмо Дуглас (URU) |
| Парні двійки                     | Кен Маєрс і Вільям Ґілмор (USA) | Герберт Буц і Ґергард Бецелен (GER) | Чарлз Пратт і Ноель де Мілль (CAN)                                                                                                 |
| Розпашні двійки без стернового   | Льюїс Клайв і Г'ю Едвардс (GBR) | Сіріл Стілз і Ренджі Томпсон (NZL) | генрик Будзинський і Ян Міколайчак (POL)                                                                                           |
| Розпашні двійки зі стерновим     | США (USA) Джозеф Шауерс Чарлз Кіффер Едвард Дженнінґс                                                                              | Польща (POL) Єжи Браун Януш Сльонзак Єжи Сколімовський | Франція (FRA) Ансельм Брюса Андре Жиріа П'єр Брюне                                                                                 |
| Розпашні четвірки без стернового | Велика Британія (GBR) Джон Бедкок Г'ю Едвардс Джек Бересфорд Роуленд Джордж                                                        | Німеччина (GER) Карл Алеттер Ернст Ґабер Вальтер Флінш Ганс Маєр                                                                                          | Італія (ITA) Антоніо Г'ярделло Франческо Коссу Джиліанте Д'Есте Антоніо Гарцоні Провенцані                                         |
| Розпашні четвірки зі стерновим   | Німеччина (GER) Ганс Еллер Горст Гек Вальтер Маєр Йоахім Шпремберґ Карлгайнц Нойманн                                               | Італія (ITA) Бруно Ваттовац Джованні Плаццер Ріккардо Дівора Бруно Паровель Гверріно Скер                                                                 | Польща (POL) Єжи Браун Януш Сльонзак Станіслав Урбан Едвард Кобилинський Єжи Сколімовський                                         |
| Вісімки                          | США (USA) Едвін Солсбері Джеймс Блер Данкан Ґреґґ Девід Данлап Бертон Джастрам Чарлз Чандлер Гаролд Тауер Вінслоу Голл Норріс Ґрем | Італія (ITA) Вітторіо Чіоні Маріо Баллері Ренато Браччі Діно Барзотті Роберто Вестріні Гульєльмо дель Бімбо Енріко Гарцеллі Ренато Барбієрі Чезаре Мілані | Канада (CAN) Ерл Іствуд Джозеф Гарріс Стенлі Станьяр Гаррі Фрай Седрік Лідделл Вільям Тобурн Дон Боал Алберт Тейлор Лес Мак-Доналд |

## Країни, що взяли участь
Змагалися 152 веслувальники з 13-ти країн:
- Австралія (1)
- Бразилія (18)
- Канада (16)
- Франція (5)
- Німеччина (16)
- Велика Британія (15)
- Італія (20)
- Японія (14)
- Нідерланди (2)
- Нова Зеландія (11)
- Польща (7)
- США (26)
- Уругвай (1)

## Таблиця медалей
| Місце                | Країна                | Золото | Срібло | Бронза | Загалом |
| -------------------- | --------------------- | ------ | ------ | ------ | ------- |
| 1                    | США (USA)             | 3      | 1      | 0      | 4       |
| 2                    | Велика Британія (GBR) | 2      | 0      | 0      | 2       |
| 3                    | Німеччина (GER)       | 1      | 2      | 0      | 3       |
| 4                    | Австралія (AUS)       | 1      | 0      | 0      | 1       |
| 5                    | Італія (ITA)          | 0      | 2      | 1      | 3       |
| 6                    | Польща (POL)          | 0      | 1      | 2      | 3       |
| 7                    | Нова Зеландія (NZL)   | 0      | 1      | 0      | 1       |
| 8                    | Канада (CAN)          | 0      | 0      | 2      | 2       |
| 9                    | Уругвай (URU)         | 0      | 0      | 1      | 1       |
| 9                    | Франція (FRA)         | 0      | 0      | 1      | 1       |
| Загалом (10 збірних) | Загалом (10 збірних)  | 7      | 7      | 7      | 21      |